# Gebiidea
Gebiidea — інфраряд десятиногих ракоподібних, раніше об'єднувався із Thalassinidea. Містить такі родини:
- Axianassidae Schmitt, 1924
- Laomediidae Borradaile, 1903
- Thalassinidae Latreille, 1831
- Upogebiidae Borradaile, 1903